# Acridotheres
Acridotheres är ett släkte med fåglar inom familjen starar.

## Arter inom släktet
Arter inom släktet enligt AviList:
- Brinkmajna (Acridotheres ginginianus)
- Brunmajna (Acridotheres tristis)
- Svartvingad majna (Acridotheres melanopterus) – tidigare i Sturnus
- Burmamajna (Acridotheres burmannicus) – tidigare i Sturnus
- Vinmajna (Acridotheres leucocephalus) – tidigare i Sturnus
- Halsbandsmajna (Acridotheres albocinctus)
- Tofsmajna (Acridotheres grandis)
- Kinesisk majna (Acridotheres cristatellus)
- Sulawesimajna (Acridotheres cinereus)
- Javamajna (Acridotheres javanicus)
- Djungelmajna (Acridotheres fuscus)

Fylogenetiska studier har visat att flera arter av stare som tidigare placerade i släktet Sturnus är närmre besläktade med brunmajna än med den europeiska staren (Sturnus sturnus). Detta har lett till en uppsplittring av släktet Sturnus i ett flertal släkten och vinmajna, burmamajna och svartvingemajna placeras idag i Acridotheres.